# 三一广场 (多伦多)

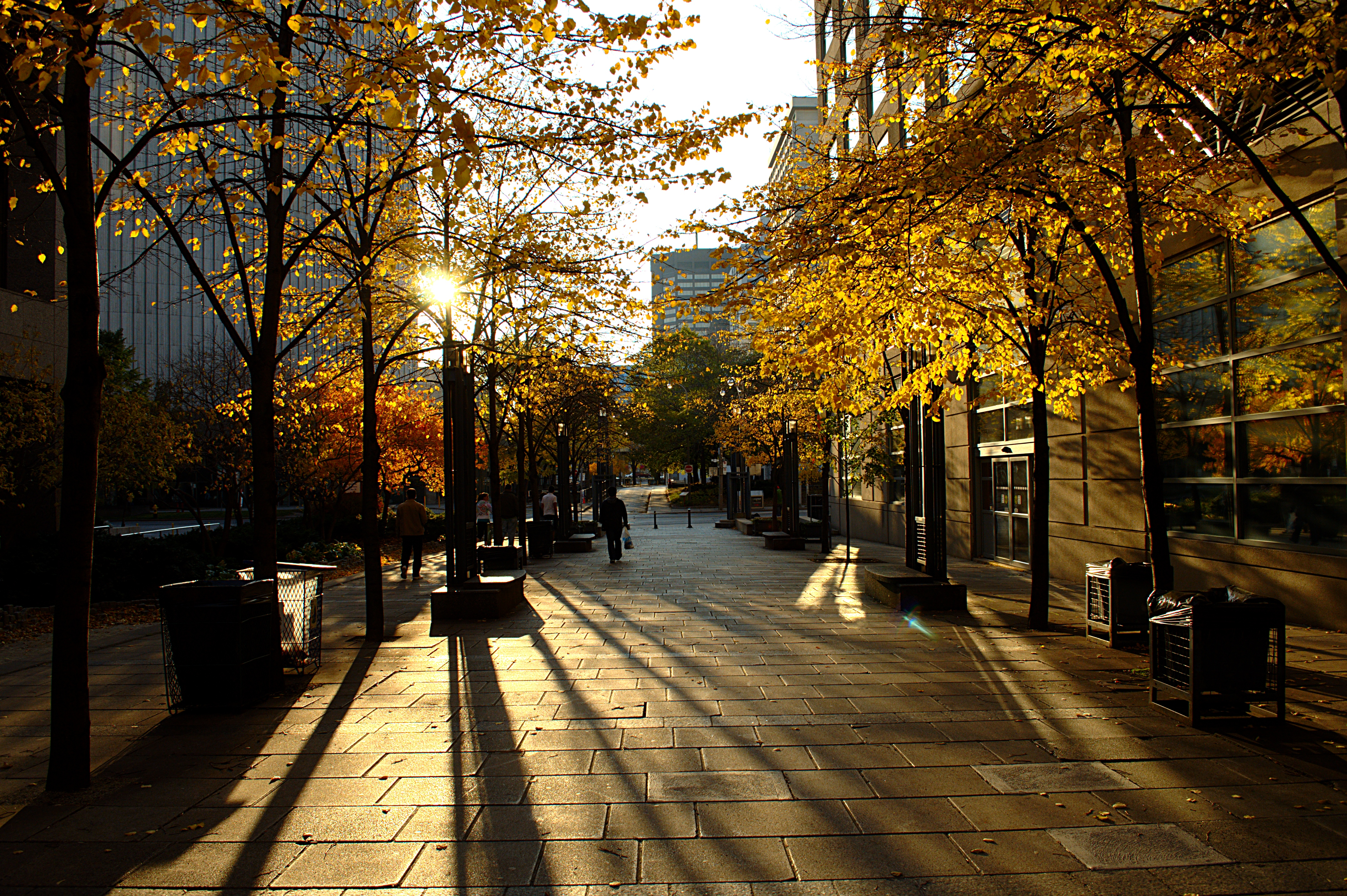

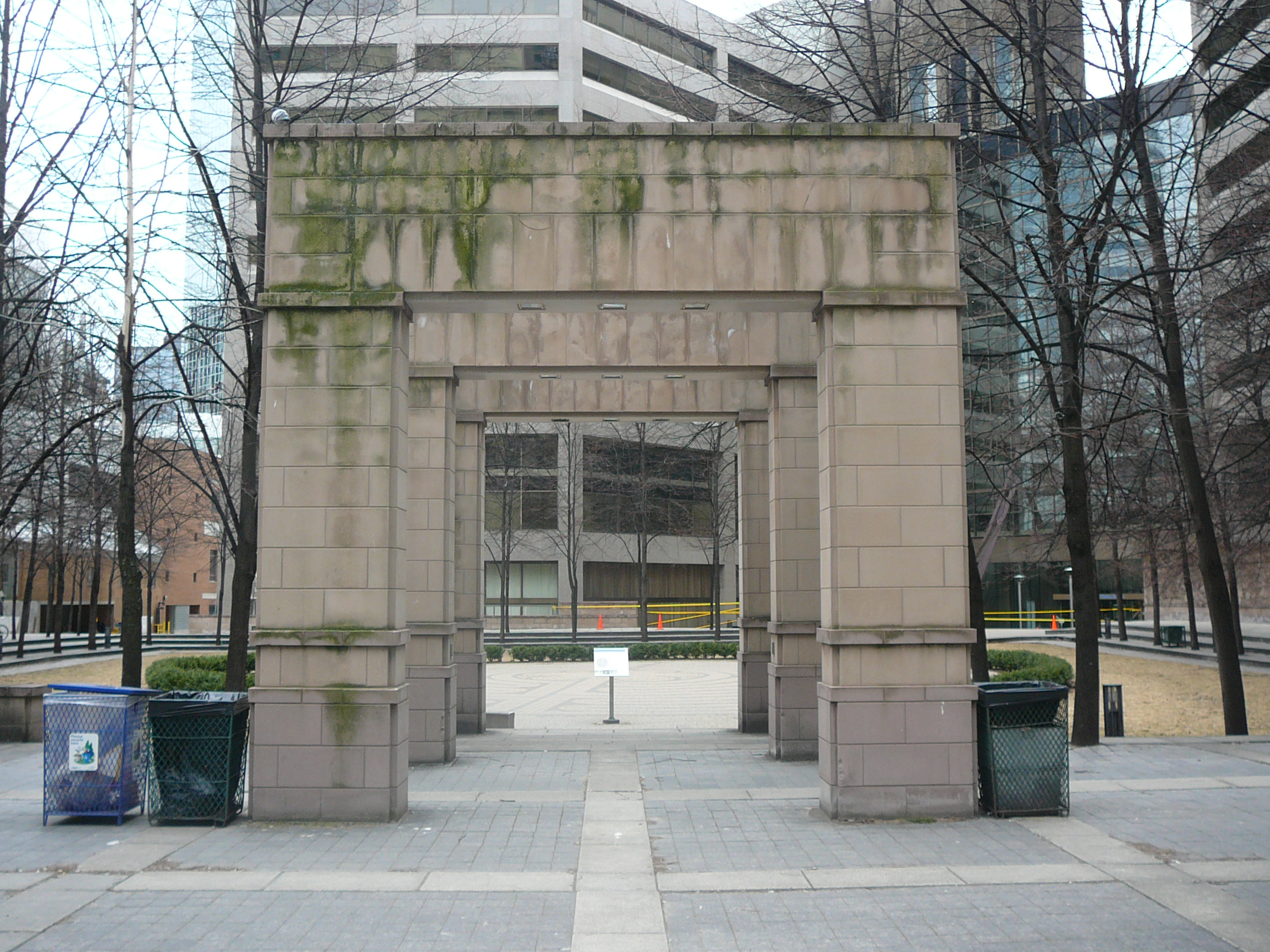

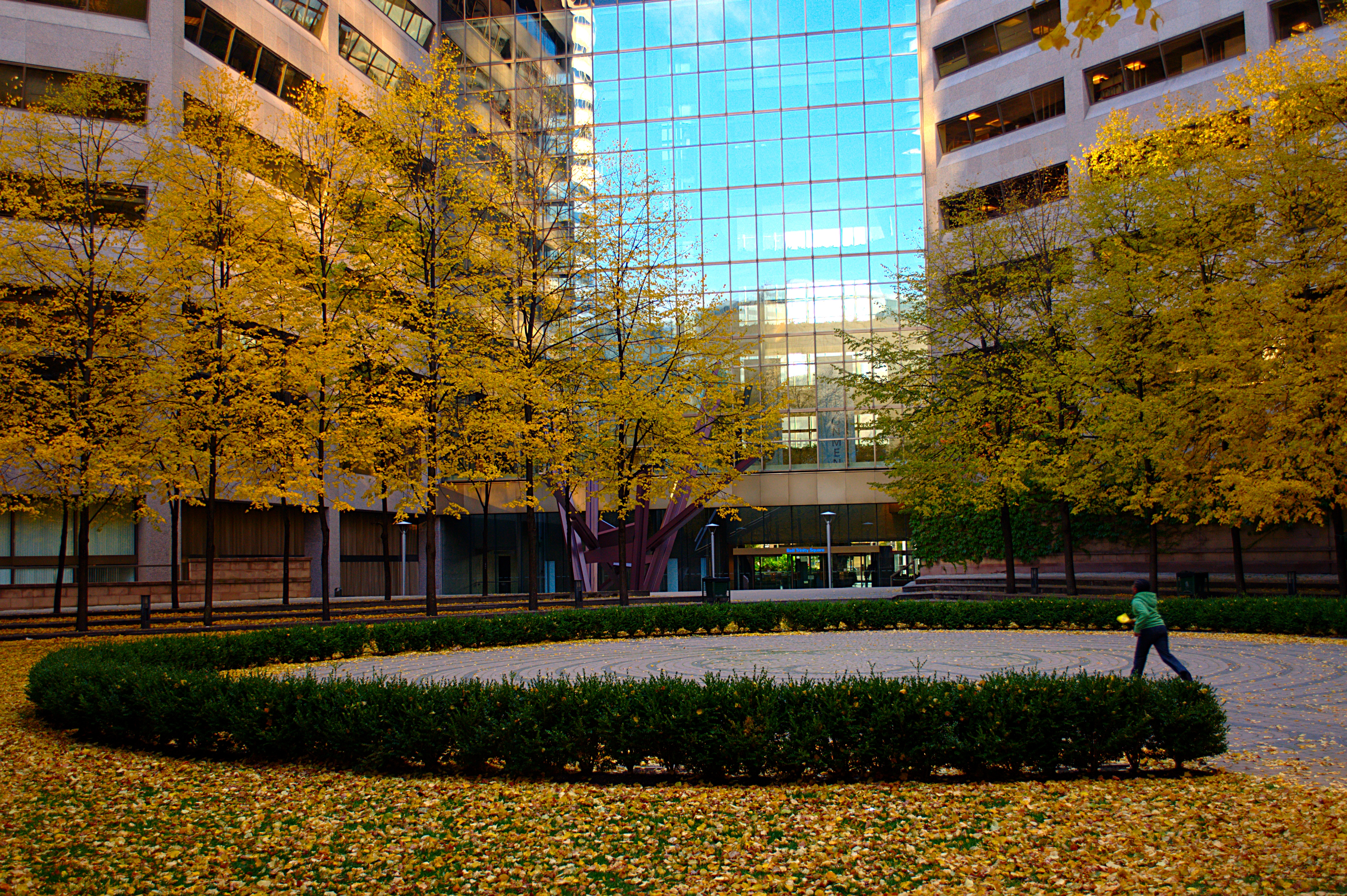

三一广场（Trinity Square）是加拿大安大略省多伦多市中心的一个公共广场，周围被多伦多伊顿中心、贝尔三一广场办公楼和万豪酒店包围。广场上主要有圣公会圣三一堂，喷泉、观赏池塘和迷宫。
三一广场的主要通道是詹姆斯街，从伊顿中心和多伦多旧市政厅之间的皇后街向北，另外也可以经由卑街、登打士街的支巷以及伊顿中心到达。